# Трот (страна Оз)
Трот (англ. Trot) — персонаж цикла произведений американского писателя Л. Ф. Баума о сказочной стране Оз.
Трот впервые появляется в произведении Баума 1911 года «Морские феи», а в цикле о стране Оз появляется в книге «Страшила из страны Оз» (1915). Трот — маленькая девочка с большими восторженными глазами и простыми манерами, которая при рождении была отмечена феями волшебными знаками на лбу, невидимыми простым людям. Её настоящее имя — Мэйр Гриффитс (Mayre Griffiths). Её отец, капитан Чарли Гриффитс, почти всегда находится в плавании. Трот и её крёстный, капитан Билл, у которого Чарли когда-то был первым помощником — близкие друзья, и они живут в пансионате матери Трот на побережье Калифорнии. Однажды во время плавания по океану Трот и капитан Билл попадают в водоворот, который забрасывает их в подземную пещеру, где они встречают странное летающее существо — Орка. Орк переносит Трот и капитана в королевство Джинксия, расположенное в стране Оз на другой стороне Мёртвой пустыни. Трот и капитан Билл попадают в многочисленные приключения в стране Оз, но благополучно преодолевают все препятствия. Трот является одной из лучших подруг Дороти Гейл и принцессы Озмы.
Помимо книг Баума, Трот также является главным героем книг Рут Пламли Томпсон «Кабумпо в стране Оз» (1922) и «Гигантская лошадь из страны Оз» (1928).
В книге «Кабумпо в стране Оз» кукла Трот, Пег Эми, оказывается заколдованной принцессой Подсолнечной Горы. Пег Эми выходит замуж за принца Помпадура из Пампердинка, в книге «Пурпурный принц страны Оз» (1932) эта чета описана вместе с их дочерью, принцессой Паджонией из Пампердинка.
В книге «Гигантская лошадь из страны Оз» Трот оказывает помощь королеве жевунов в восстановлении её на престоле, а также поиске мужа и сына королевы, за что последняя в знак благодарности делает Трот принцессой островов Озур. После того как Трот прибывает в страну Оз в возрасте десяти лет, она перестаёт взрослеть, как и принц островов Озур Филадор. В книге Баума указано, что Трот на год младше Дороти Гейл, которая, в свою очередь, на год младше Бетси Боббин, из чего можно вычислить возраст героинь, но не очевидно, что эту разницу возрастов соблюдали и другие авторы книг о стране Оз.
Эрик Шенауэр и Гленн Ингерсол написали сказочную повесть под названием «Трот из страны Оз» (Trot of Oz), опубликованную в ежегоднике Oz-story Magazine в 2000 году. Трот также является одним из главных героев романа Рейчел Косгроув-Пайес «Злая колдунья из страны Оз».